# Lijst van voetbalinterlands Argentinië - China (vrouwen)
Deze lijst van voetbalinterlands is een overzicht van alle officiële voetbalinterlands tussen de nationale vrouwenteams van Argentinië en China. De landen hebben tot nu toe vijf keer tegen elkaar gespeeld. 

## Wedstrijden
| № | Plaats      | Datum            | Competitie             | Wedstrijd          | Uitslag |
| - | ----------- | ---------------- | ---------------------- | ------------------ | ------- |
| 1 | onbekend    | 5 juni 2007      | Vriendschappelijk      | Argentinië − China | 0 − 1   |
| 2 | onbekend    | 8 juni 2007      | Vriendschappelijk      | Argentinië − China | 1 − 0   |
| 3 | Qinhuangdao | 12 augustus 2008 | Olympische Spelen 2008 | China − Argentinië | 2 − 0   |
| 4 | Brasilia    | 14 december 2014 | Vriendschappelijk      | Argentinië − China | 0 − 6   |
| 5 | Brasilia    | 21 december 2014 | Vriendschappelijk      | China − Argentinië | 0 − 0   |

## Samenvatting
| Competitie        | Totaal gespeeld | Winst Argentinië | Gelijk | Winst China | Doelsaldo Argentinië – China |
| ----------------- | --------------- | ---------------- | ------ | ----------- | ---------------------------- |
| Olympische Spelen | 1               | 0                | 0      | 1           | 0 − 2                        |
| Vriendschappelijk | 4               | 1                | 1      | 2           | 1 − 7                        |
| Totaal            | 5               | 1                | 1      | 3           | 1 − 9                        |